# Qayqayt

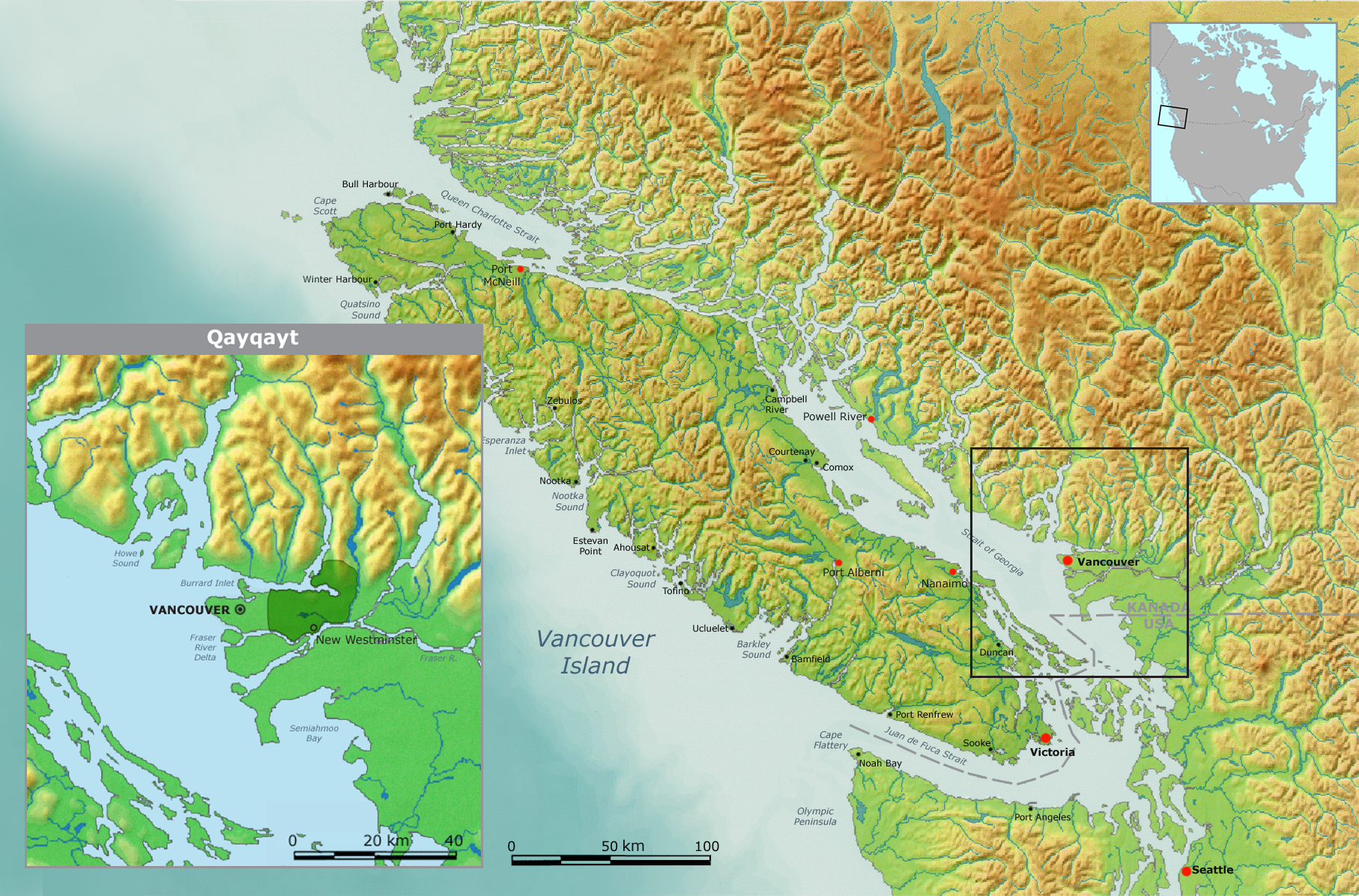
Traditionelles Territorium der Qayqayt und Hauptreservate

Die Qayqayt (spr. ki-kait), offiziell New Westminster Band ist eine der First Nations in der Region Metro Vancouver im Südwesten der westkanadischen Provinz British Columbia. Sie sprachen ursprünglich den Hunquminum (Downriver)-Dialekt bzw. Musqueam des Halkomelem und werden daher in der Fachliteratur zumeist den weiter flussaufwärts lebenden Stó:lō („Leute vom Sto:lo, d. h. vom Fraser River“) zugerechnet. Zusammen mit weiteren heutigen sechs First Nations im Mündungsgebiet sowie am Unterlauf des Fraser River identifizieren sie sich jedoch nicht als „Stó:lō“ sondern als zwar sprachlich-kulturell eng verwandte, jedoch eigenständige Ethnien und verwenden als Oberbegriff manchmal „Musqueam“ (anglisiert von Xwməθkwəy̓əm/X'Muzk'I'Um – „Menschen vom Ort des Xwməθkwəy̓əm/X'Muzk'I'Um-Flussgrases“). Sie standen der Kultur der Küsten-Salish näher, die weiter flussaufwärts im Landesinneren lebenden Stó:lō hingegen ähnelten in ihrer Lebensweise den benachbarten Binnen-Salish, zudem sprachen sie den Halqemeylem (Upriver)-Dialekt bzw. Stó: lō des Halkomelem.

## Geschichte
Sie lebten im heutigen New Westminster, doch war der Stamm um 1923 so klein, dass das dortige Reservat aufgelöst, die Einwohner auf andere Stämme verteilt und das Gebiet verkauft wurde.
Einer einzigen Person ist es zu verdanken, dass dieser Stamm wieder zu den noch heute existierenden First Nations zählt. Rhonda Larrabee wuchs in Vancouvers Chinatown auf. Ihr Vater war Art Lee, ihre Mutter Marie Charlie. Sie gab sich immer als Französin aus, doch sie entstammte einer fast ausgestorbenen First Nation. Sie musste, wie alle Indianerkinder, in eine Residential School, eine Art Internat, in Kamloops gehen, während ihr Reservat 1923 aufgelöst wurde.
Rhonda entdeckte mit 24, dass ihre Mutter ihre Herkunft aus Angst vor Rassismus verleugnet hatte. Nach dem Tod ihrer Mutter versuchte sie diesen Stamm, die Qayqayt First Nation wieder aufleben zu lassen. Als sie den Indian Status beantragte, behauptete man im Department of Indian Affairs, die Qayqayt würden gar nicht mehr existieren. Man hatte ihr Reservat längst verkauft. Doch nach 13 Monaten hatte sie ihren Status als Indianerin. Auf einem Friedhof entdeckte sie das Grab des Vaters ihrer Mutter, in einem Teil des Friedhofs, der für Indianer reserviert war. 1998 organisierte der Stamm sein erstes Powwow, beteiligt sich heute an kulturellen Aktivitäten und versucht, ein Reservat zu bekommen.
Heute (Stand: 12/2021) zählt die Westminster Indian Band (Qayqayt) nur 8 Männer und 7 Frauen als registrierte Stammesmitglieder. Das ehemalige Musqueam Indian Reserve No. 1, bekannt in hən̓q̓əmin̓əm̓ als Qiqéyt, in Halqemeylem als Qiqayt und oft historisch als „Kikait“ anglisiert, heißt jetzt New Westminster Indian Reserve 566 und wurde in jüngster Zeit der jungen „Qayqayt First Nation“ zugeteilt, nachdem es viele Jahre lang keiner Band angeschlossen gewesen war.
Die Qayqayt unterstützen die Einrichtung des Westminster Pier Park, Larrabee gilt der chinesischen Gemeinde als Symbolfigur ihrer Zugehörigkeit zu Kanada.

## Film
A Tribe of One. Rhonda Larrabees Mutter war nicht, wie ihr lange vorgemacht worden war, französischer und chinesischer Abstammung, sondern Angehörige einer First Nation, eines „tribe of one“. Larrabee gelang es eine Indian Status Card zu erhalten. Sie ist nun Mitglied der Qayqayt First Nation, der ihre Mutter entfliehen wollte, und ihr Häuptling. Dokumentarfilm 2003, 38 min 49 s